# Mont Yamsay
Le mont Yamsay, Yamsay Mountain en anglais, est un volcan éteint s'élevant à 2 498 mètres d'altitude dans la chaîne des Cascades, dans le Sud de l'État de l'Oregon aux États-Unis. Il est situé dans une région reculée protégée au sein de la forêt nationale de Winema et prisée des randonneurs. Une tour de guet était située au sommet mais, comme la piste qui y menait, elle a été abandonnée.

## Toponymie
Le nom Yamsay est une déformation de yamsi, autre forme du mot yamash qui signifie « vent du nord » dans la langue klamath parlée par la tribu du même nom originaire de la région. Cette montagne était supposée abriter Kmukamtch, l'être suprême dans la mythologie klamath.

## Géographie

### Situation
Le mont Yamsay est situé aux États-Unis, dans le comté de Klamath, dans le Sud de l'État de l'Oregon. Il se trouve à environ 45 kilomètres à l'ouest du Summer Lake, 60 kilomètres à l'est du Crater Lake et 75 kilomètres au nord-est du lac Klamath supérieur ; le mont Scott, le sommet plus élevé le plus proche, est à 55 kilomètres à l'ouest. Medford est à environ 125 kilomètres au sud-ouest et Bend à la même distance au nord, tandis que Portland est à 300 kilomètres au nord-nord-ouest. Le mont Yamsay fait partie de la chaîne des Cascades.

### Topographie
Le mont Yamsay est un volcan qui s'élève à 2 498 mètres d'altitude,. Sa hauteur de culminance est de 968 mètres, ce qui en fait le treizième de l'État. Son cratère est ouvert sur le nord et forme un vaste cirque naturel, où le Jackson Creek prend sa source. La branche orientale de ce cirque est nommée arête Buck. Le versant méridional du volcan est plus conique, à l'exception de l'arête Booth qui s'étire vers le sud sur une dizaine de kilomètres de long.

### Géologie

Schéma de la zone tectonique de la chaîne des Cascades.

L'arc volcanique des Cascades apparaît 36 millions d'années BP à l'aplomb d'une zone de subduction formée par l'enfoncement de la plaque Juan de Fuca sous la plaque nord-américaine. Comme le Medicine Lake, le mont Yamsay est un volcan bouclier constitué de laves basaltiques[réf. souhaitée].

## Histoire
Les premiers habitants de la région appartiennent aux tribus amérindiennes des Klamath, des Modoc et des Yahooskin. Ces derniers vivent à l'est du mont Yamsay, près de l'actuelle ville de Lakeview, sur un territoire de 89 000 km2 situé entre l'Oregon et la Californie. Les premiers Occidentaux arrivent dans la région entre 1825 et 1827, en travaillant comme marchands de fourrure pour le compte de la Compagnie de la Baie d'Hudson. Après l'ouverture de routes de commerce dans les années 1840, Fort Klamath est construit en 1863.
La ville de Klamath Falls, au sud-est de la montagne, connaît un regain d'activités dans les années 1920 et connaît le plus fort accroissement démographique de l'État. L'ouverture du Southern Pacific Transportation Company, terminé en 1909, est en grande partie responsable de ce dynamisme démographique et économique. Le secteur qui en bénéficie le plus est celui de l'exploitation forestière, qui apporte des bénéfices financiers importants à la région.
Une tour de guet du Service des forêts des États-Unis avec un mât de 25 mètres est construite au sommet du mont Yamsay en 1929. Une piste est tracée dans le but de d'y accéder aisément. La tour est abandonnée en 1961 et démantelée dans les années 1970 ; il n'en reste que les fondations en béton et d'innombrables clous. La piste cesse alors d'être entretenue et sa partie supérieure, longue de cinq kilomètres et demi, sert désormais de sentier de randonnée jusqu'au sommet.

## Activités

### Randonnée
Le Fremont National Recreation Trail traverse la région du mont Yamsay. Il offre d'excellents points de vue aux randonneurs, en particulier sur le mont Bachelor, le mont Shasta, les Three Sisters et le mont Thielsen. Il est possible d'accéder au sommet à pied ou à cheval depuis une altitude de 2 000 mètres par l'ancienne piste.

### Protection environnementale
La montagne est protégée au sein de la forêt nationale de Winema qui a été créée en 1961 et couvre un total de 4 231 km2.